# Fromage à pâte molle à croûte naturelle

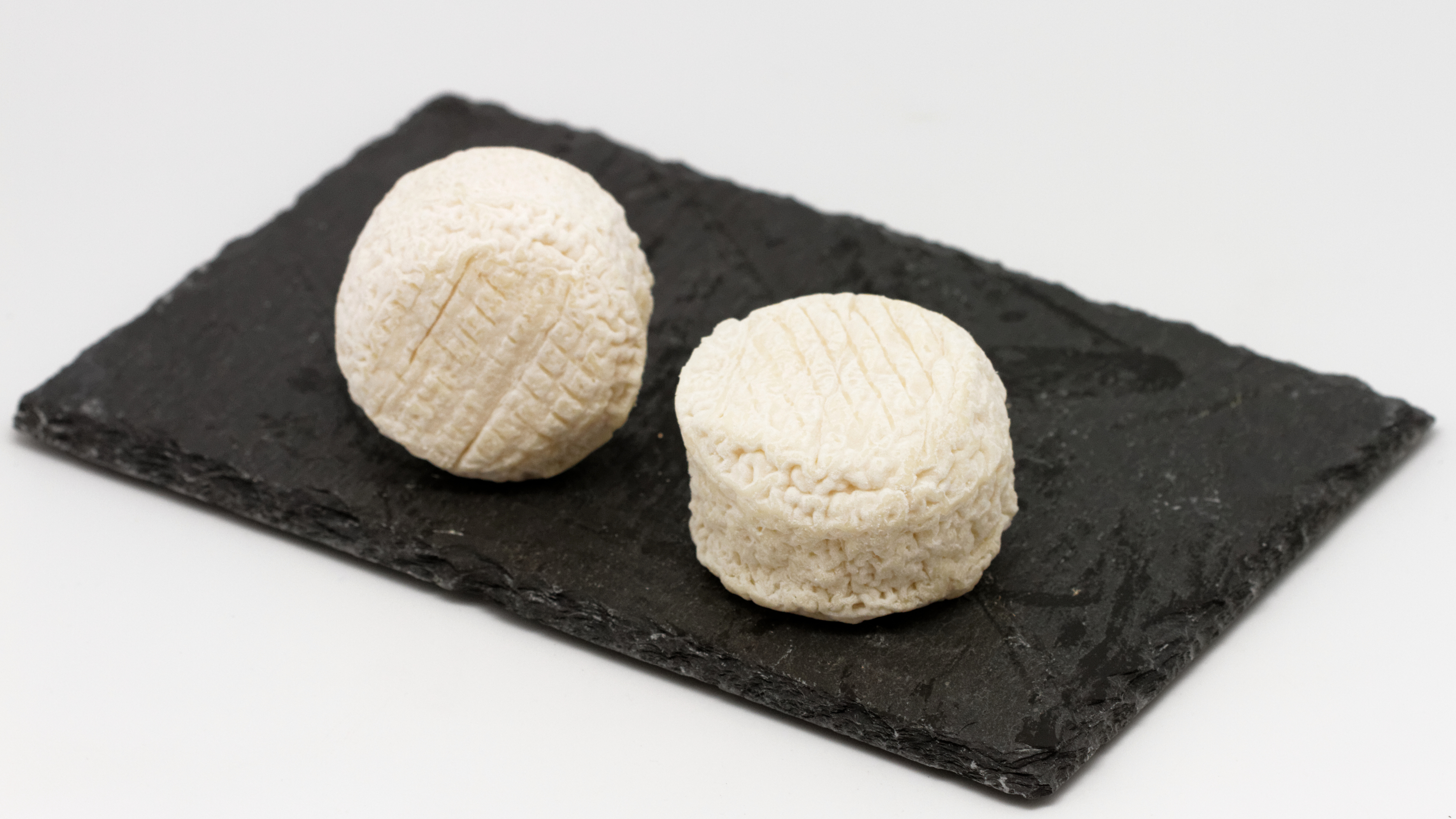
Crottin de Chavignol.

Les fromages à pâte molle à croûte naturelle doivent leurs caractéristiques à leur lait, qui est du lait de chèvre. Dans ce lait, la proportion de protéines de lactosérum (PLS) par rapport aux caséines est plus élevée que dans le lait de vache. Les protéines de lactosérum ont des propriétés différentes des caséines : elles sont notamment beaucoup plus thermosensibles et ont un fort pouvoir moussant. Les fromages qui en découlent possèdent des propriétés différentes, aussi bien sur le plan rhéologique que gustatif.

## Fromages AOC de France
- Banon : AOC depuis 2003, originaire de Provence
- Bûche du Poitou : originaire de Nouvelle-Aquitaine
- Chabichou du Poitou : AOC depuis 1990 et AOP depuis 2009, originaire de Poitou-Charentes
- Crottin de Chavignol : AOC depuis 1976 et AOP depuis 1996, originaire du Centre-Val de Loire
- Mâconnais : AOC depuis 2006, originaire de Bourgogne
- Mothais sur feuille[1] : AOC depuis 2024, originaire du Poitou méridional
- Pélardon : AOC depuis août 2000 et AOP depuis décembre 2001, originaire du Languedoc-Roussillon
- Picodon : AOC depuis 1983 et AOP depuis 1991, originaire du Rhône-Alpes
- Pouligny-Saint-Pierre : AOC depuis février 1972, originaire du Centre-Val de Loire
- Rocamadour : AOC depuis 1995, originaire du Midi-Pyrénées
- Sainte-Maure-de-Touraine : AOC depuis 1990, originaire du Centre-Val de Loire
- Selles-sur-Cher : AOC depuis 1975, originaire du Centre-Val de Loire
- Valençay : AOC depuis 1998, originaire du Centre-Val de Loire

## Fromages AOC d'Italie
- Robiola di Roccaverano : AOC depuis 1996, originaire du Piémont